# Баццикалува, Эрколе
 Эрколе Баццикалува  (итал. Ercole Bazzicaluva, Bеzzicaluvа 1590, Пиза, Тоскана — 1641, Флоренция) — итальянский рисовальщик и гравёр эпохи барокко.
Художник родился в Пизе, работал во Флоренции в первой половине XVII века. Даты его рождения и смерти долгое время не были известны. Достоверно, что в 1638 году он представил свои первые гравюры великому герцогу Тосканы Фердинандо II.
Эрколе был учеником (либо испытал влияние) Джулио Париджи. Стиль его работ считают близким творчеству его современников Стефано делла Белла и Жака Калло.
Он подписывал свои работы Bazzicaluva (даже с одной буквой z) или Bezzicaluve; предполагают, что это новое прозвание, потому что его предков звали «Фрегони», как следует заключить из документа, датированного 1599 годом, в котором обозначено: Alessandro Fregoni aliter Bezzica l’Uve.
Помимо обязанностей придворного рисовальщика и гравёра Баццикалува был «полевым мастером» великого герцога (вероятно, вёл путевой дневник), камергером, администратором крепости в Ливорно и, некоторое время, губернатором Сиены.